# Rumarn Burrell
Rumarn Kameron-Scott Burrell (Birmingham, 16 dicembre 2000) è un calciatore giamaicano con cittadinanza britannica, attaccante del QPR e della nazionale giamaicana.

## Carriera

### Nazionale
Ha esordito con la nazionale giamaicana il 27 maggio 2025, nell'amichevole vinta per 3-2 contro Trinidad e Tobago, segnando la rete del momentaneo 2-0. Pochi giorni dopo è stato convocato per la Gold Cup.

## Statistiche

### Presenze e reti nei club
Statistiche aggiornate al 15 giugno 2025.
| Stagione        | Squadra         | Campionato      | Campionato | Campionato | Coppe nazionali | Coppe nazionali | Coppe nazionali | Coppe continentali | Coppe continentali | Coppe continentali | Altre coppe | Altre coppe | Altre coppe | Totale | Totale | Totale |
| Stagione        | Squadra         | Comp            | Pres       | Reti       | Comp            | Pres            | Reti            | Comp               | Pres               | Reti               | Comp        | Pres        | Reti        | Pres   | Reti   |        |
| --------------- | --------------- | --------------- | ---------- | ---------- | --------------- | --------------- | --------------- | ------------------ | ------------------ | ------------------ | ----------- | ----------- | ----------- | ------ | ------ | ------ |
| apr.-giu. 2019  | Grimsby Town    | FL2             | 4          | 0          | FACup+CdL       | -               | -               | -                  | -                  | -                  | EFLT        | -           | -           | 4      | 0      |        |
| gen. 2021       | Middlesbrough   | FLC             | -          | -          | FACup+CdL       | 1+0             | 0               | -                  | -                  | -                  | -           | -           | -           | 1      | 0      |        |
| gen.-giu. 2021  | Bradford City   | FL2             | 2          | 0          | FACup+CdL       | -               | -               | -                  | -                  | -                  | EFLT        | -           | -           | 2      | 0      |        |
| 2021-2022       | Kilmarnock      | SC              | 6          | 0          | CS+CdL          | 1+0             | 0               | -                  | -                  | -                  | SCC         | 2           | 0           | 9      | 0      |        |
| 2022-2023       | Falkirk         | SL1             | 30+2       | 9          | CS+CdL          | 4+1             | 2+0             | -                  | -                  | -                  | SCC         | 2           | 1           | 39     | 12     |        |
| 2023-2024       | Cove Rangers    | SL1             | 34         | 21         | CS+CdL          | 3+4             | 0+3             | -                  | -                  | -                  | SCC         | 1           | 0           | 42     | 24     |        |
| 2024-2025       | Burton Albion   | FL1             | 30         | 11         | FACup+CdL       | 0+1             | 0               | -                  | -                  | -                  | EFLT        | 3           | 0           | 34     | 11     |        |
| Totale carriera | Totale carriera | Totale carriera | 106+2      | 41         |                 | 15              | 5               |                    | -                  | -                  |             | 8           | 1           | 131    | 47     |        |

### Cronologia presenze e reti in nazionale
| Cronologia completa delle presenze e delle reti in nazionale ― Giamaica | Cronologia completa delle presenze e delle reti in nazionale ― Giamaica | Cronologia completa delle presenze e delle reti in nazionale ― Giamaica | Cronologia completa delle presenze e delle reti in nazionale ― Giamaica | Cronologia completa delle presenze e delle reti in nazionale ― Giamaica | Cronologia completa delle presenze e delle reti in nazionale ― Giamaica | Cronologia completa delle presenze e delle reti in nazionale ― Giamaica | Cronologia completa delle presenze e delle reti in nazionale ― Giamaica |
| Data                                                                    | Città                                                                   | In casa                                                                 | Risultato                                                               | Ospiti                                                                  | Competizione                                                            | Reti                                                                    | Note                                                                    |
| ----------------------------------------------------------------------- | ----------------------------------------------------------------------- | ----------------------------------------------------------------------- | ----------------------------------------------------------------------- | ----------------------------------------------------------------------- | ----------------------------------------------------------------------- | ----------------------------------------------------------------------- | ----------------------------------------------------------------------- |
| 27-5-2025                                                               | Londra                                                                  | Giamaica                                                                | 3 – 2                                                                   | Trinidad e Tobago                                                       | Amichevole                                                              | 1                                                                       | 70’                                                                     |
| 31-5-2025                                                               | Londra                                                                  | Giamaica                                                                | 2 – 2 (6 – 7 dtr)                                                       | Nigeria                                                                 | Amichevole                                                              | -                                                                       | 60’                                                                     |
| 10-6-2025                                                               | Kingston                                                                | Giamaica                                                                | 3 – 0                                                                   | Guatemala                                                               | Qual. Mondiali 2026                                                     | -                                                                       | 77’                                                                     |
| 16-6-2025                                                               | Carson                                                                  | Giamaica                                                                | 0 – 1                                                                   | Guatemala                                                               | Gold Cup 2025 - 1° turno                                                | -                                                                       | 67’                                                                     |
| Totale                                                                  |                                                                         | Presenze                                                                | 4                                                                       |                                                                         | Reti                                                                    | 1                                                                       |                                                                         |